# Günther Lanzinger
Günther Lanzinger (* 4. Januar 1972 in Villach) ist ein ehemaliger österreichischer Eishockeyspieler und jetziger -trainer, der einen Großteil seiner Karriere über für den EC VSV in der Österreichischen Eishockey-Liga spielte.

## Karriere
Günther Lanzinger stammt aus dem Nachwuchs des EC VSV und spielt bereits seit 20 Jahren in Villach. Sein Bundesliga-Debüt gab er 1989 als 17-Jähriger und bereits in seiner ersten Saison erzielte er 20 Punkte in 39 Spielen. Seitdem ist Lanzinger jede Saison ein wichtiger Bestandteil der Mannschaft des VSV, in seinen 20 Spielzeiten erzielte er in knapp 1000 Bundesliga-Spielen über 600 Punkte. Mit dem VSV konnte Lanzinger fünf Meistertitel gewinnen. Nach der Saison 2009/10 beendete Lanzinger seine Profikarriere. Anschließend absolvierte er noch eine Spielzeit beim EC SV Spittal in der vierten österreichischen Leistungsstufe. 
Seit Februar 2011 ist Lanzinger Assistenztrainer beim EC VSV.

### International
Lanzinger spielte auch lange Zeit für die österreichische Nationalmannschaft. Er bestritt für Österreich vier A-Weltmeisterschaften und nahm zweimal an den Olympischen Winterspielen teil. Dabei kam er auf 30 Weltmeisterschafts- und elf Olympia-Spiele.

## Erfolge und Auszeichnungen
| - 1992 Österreichischer Meister mit dem EC VSV - 1993 Österreichischer Meister mit dem EC VSV - 1999 Österreichischer Meister mit dem EC VSV | - 2002 Österreichischer Meister mit dem EC VSV - 2006 Österreichischer Meister mit dem EC VSV |

### International
- 1994 Teilnahme an den Olympischen Winterspielen
- 1997 Aufstieg in die A-Gruppe bei der B-Weltmeisterschaft
- 2002 Teilnahme an den Olympischen Winterspielen